# Xã Gypsum, Quận Sedgwick, Kansas
Xã Gypsum (tiếng Anh: Gypsum Township) là một xã thuộc quận Sedgwick, tiểu bang Kansas, Hoa Kỳ. Năm 2010, dân số của xã này là 7.379 người.